# Molas Pass
Der Molas Pass ist ein Gebirgspass im südwestlichen Teil des US-Bundesstaates Colorado im San Juan County. Der Pass liegt zwischen dem Red Mountain Pass und dem Coal Bank Pass im San Juan National Forest und verläuft zwischen dem Coal Bank Pass im Süden und Silverton im Norden. Über den Pass führt der Million Dollar Highway, Teil des U.S. Highway 550.